# Pascal Groß
Pascal Groß (Mannheim, 15 juni 1991) is een Duits voetballer die doorgaans speelt als middenvelder. In augustus 2024 verruilde hij Brighton & Hove Albion voor Borussia Dortmund. Groß debuteerde in 2023 in het Duits voetbalelftal.

## Clubcarrière
Groß doorliep zijn jeugdopleiding bij VfL Neckarau en 1899 Hoffenheim. Bij die laatste club mocht de middenvelder ook zijn debuut maken. Op 2 mei 2009 speelde hij namelijk mee in een met 0–4 verloren thuisduel tegen VfL Wolfsburg. Een paar minuten voor tijd viel hij in ten koste van Chinedu Obasi. In januari 2011 vertrok Groß weer bij Hoffenheim. Samen met teamgenoot Marco Terrazzino maakte hij de overstap naar Karlsruher SC. In 2012 verkaste de middenvelder opnieuw; FC Ingolstadt 04 werd zijn nieuwe bestemming. Hier werd hij voor het eerst een onbetwiste basisspeler. Met Ingolstadt werd hij op 17 mei 2015 kampioen in de 2. Bundesliga. Hij bleef daarna ook op het hoogste niveau een vaste naam in de basis.
Twee jaar daarna kocht Brighton & Hove Albion hem voor circa drie miljoen euro. Bij zijn nieuwe club ondertekende hij een contract voor vier seizoenen. Na zijn eerste seizoen bij Brighton verlengde de Duitser zijn verbintenis met een seizoen extra. In het voorjaar van 2023 werd zijn contract opnieuw opengebroken en verlengd, tot medio 2025. Groß speelde op 15 maart 2023 zijn 200ste wedstrijd voor Brighton & Hove Albion, thuis tegen Crystal Palace (1–0). In 173 daarvan stond hij aan de aftrap. Zijn ploeggenoten en hij kwalificeerden zich in seizoen 2022/23 ook voor het eerst in de clubgeschiedenis voor Europees voetbal. Door een zesde plaats in de Premier League plaatsten ze zich rechtstreeks voor de Europa League.
Groß speelde zeven jaar bij Brighton in de Premier League en had overwegend een basisplaats tijdens deze jaargangen. Hij speelde zich er in de kijker bij het Duits voetbalelftal. Na deze zeven seizoenen keerde hij terug naar zijn geboorteland, waar hij een contract tot medio 2026 tekende bij Borussia Dortmund. Die club had circa zeven miljoen euro voor zijn overgang over.

## Clubstatistieken
| Seizoen | Club                   | Competitie     | Competitie | Competitie | Beker | Beker | Internationaal | Internationaal | Totaal | Totaal |
| Seizoen | Club                   | Competitie     | Wed.       | Dlp.       | Wed.  | Dlp.  | Wed.           | Dlp.           | Wed.   | Dlp.   |
| ------- | ---------------------- | -------------- | ---------- | ---------- | ----- | ----- | -------------- | -------------- | ------ | ------ |
| 2008/09 | 1899 Hoffenheim        | Bundesliga     | 4          | 0          | 0     | 0     | —              | —              | 4      | 0      |
| 2009/10 | 1899 Hoffenheim        | Bundesliga     | 1          | 0          | 1     | 0     | —              | —              | 2      | 0      |
| 2010/11 | Karlsruher SC          | 2. Bundesliga  | 3          | 1          | 0     | 0     | —              | —              | 3      | 1      |
| 2011/12 | Karlsruher SC          | 2. Bundesliga  | 22         | 2          | 1     | 0     | —              | —              | 23     | 2      |
| 2012/13 | FC Ingolstadt 04       | 2. Bundesliga  | 30         | 2          | 1     | 0     | —              | —              | 31     | 2      |
| 2013/14 | FC Ingolstadt 04       | 2. Bundesliga  | 29         | 2          | 2     | 0     | —              | —              | 31     | 2      |
| 2014/15 | FC Ingolstadt 04       | 2. Bundesliga  | 34         | 7          | 1     | 0     | —              | —              | 35     | 7      |
| 2015/16 | FC Ingolstadt 04       | Bundesliga     | 32         | 1          | 1     | 0     | —              | —              | 33     | 1      |
| 2016/17 | FC Ingolstadt 04       | Bundesliga     | 33         | 5          | 2     | 0     | —              | —              | 35     | 5      |
| 2017/18 | Brighton & Hove Albion | Premier League | 38         | 7          | 1     | 0     | —              | —              | 39     | 7      |
| 2018/19 | Brighton & Hove Albion | Premier League | 25         | 3          | 2     | 0     | —              | —              | 27     | 3      |
| 2019/20 | Brighton & Hove Albion | Premier League | 29         | 2          | 2     | 0     | —              | —              | 31     | 2      |
| 2020/21 | Brighton & Hove Albion | Premier League | 34         | 3          | 6     | 0     | —              | —              | 40     | 3      |
| 2021/22 | Brighton & Hove Albion | Premier League | 29         | 2          | 4     | 0     | —              | —              | 33     | 2      |
| 2022/23 | Brighton & Hove Albion | Premier League | 37         | 9          | 7     | 1     | —              | —              | 44     | 10     |
| 2023/24 | Brighton & Hove Albion | Premier League | 36         | 4          | 3     | 0     | 8              | 1              | 47     | 5      |
| 2024/25 | Borussia Dortmund      | Bundesliga     | 0          | 0          | 0     | 0     | 0              | 0              | 0      | 0      |
| Totaal  | Totaal                 | Totaal         | 417        | 50         | 33    | 1     | 8              | 1              | 458    | 52     |

Bijgewerkt op 1 augustus 2024.

## Interlandcarrière
Groß maakte deel uit van Duitsland –18, Duitsland –19 en Duitsland –20. Hij speelde met geen van deze teams op een eindtoernooi. Groß was tweeëndertig jaar oud toen bondscoach Hans-Dieter Flick hem in september 2023 voor het eerst opriep voor het Duits voetbalelftal. Hij maakte zijn debuut op 9 september 2023, toen een vriendschappelijke wedstrijd gespeeld werd tegen Japan. Namens dat land scoorden Junya Ito, Ayase Ueda, Takuma Asano en Ao Tanaka, terwijl voor Duitsland alleen Leroy Sané trefzeker was: 1–4. Groß moest van Flick op de reservebank beginnen en mocht in de tweede helft invallen voor Emre Can.
Bondscoach Julian Nagelsmann nam Groß in mei 2024 op in zijn voorselectie voor het EK 2024 in eigen land. Groß werd vervolgens op 8 juni 2024 opgenomen in de definitieve selectie. Voorafgaand aan het EK maakte Groß zijn eerste interlanddoelpunt. Na doelpunten van Georgios Masouras en Kai Havertz maakte hij de winnende treffer in een oefenduel met Griekenland: 2–1. Duitsland werd groepswinnaar na overwinningen op Schotland (5–1) en Hongarije (2–0) en een gelijkspel tegen Zwitserland (1–1). In de achtste finales werd met 2–0 gewonnen van Denemarken, waarna Duitsland in de kwartfinales na een verlenging uitgeschakeld werd door Spanje (2–1). Groß kwam op het toernooi enkel in actie in de openingswedstrijd tegen Schotland. Zijn toenmalige clubgenoten Billy Gilmour (Schotland), Lewis Dunk (Engeland), Jakub Moder (Polen) en Bart Verbruggen (Nederland) waren ook actief op het toernooi.
| Interlands van Pascal Groß voor Duitsland | Interlands van Pascal Groß voor Duitsland | Interlands van Pascal Groß voor Duitsland | Interlands van Pascal Groß voor Duitsland | Interlands van Pascal Groß voor Duitsland | Interlands van Pascal Groß voor Duitsland | Interlands van Pascal Groß voor Duitsland |
| №                                         | Datum                                     | Wedstrijd                                 | Uitslag                                   | Competitie                                | Goals                                     |                                           |
| Als speler bij Brighton & Hove Albion     | Als speler bij Brighton & Hove Albion     | Als speler bij Brighton & Hove Albion     | Als speler bij Brighton & Hove Albion     | Als speler bij Brighton & Hove Albion     | Als speler bij Brighton & Hove Albion     | Als speler bij Brighton & Hove Albion     |
| ----------------------------------------- | ----------------------------------------- | ----------------------------------------- | ----------------------------------------- | ----------------------------------------- | ----------------------------------------- | ----------------------------------------- |
| 1                                         | 9 september 2023                          | Duitsland – Japan                         | 1 – 4                                     | Vriendschappelijk                         |                                           |                                           |
| 2                                         | 12 september 2023                         | Duitsland – Frankrijk                     | 2 – 1                                     | Vriendschappelijk                         |                                           |                                           |
| 3                                         | 14 oktober 2023                           | Verenigde Staten – Duitsland              | 1 – 3                                     | Vriendschappelijk                         |                                           |                                           |
| 4                                         | 17 oktober 2023                           | Mexico – Duitsland                        | 2 – 2                                     | Vriendschappelijk                         |                                           |                                           |
| 5                                         | 26 maart 2024                             | Duitsland – Nederland                     | 2 – 1                                     | Vriendschappelijk                         |                                           |                                           |
| 6                                         | 3 juni 2024                               | Duitsland – Oekraïne                      | 0 – 0                                     | Vriendschappelijk                         |                                           |                                           |
| 7                                         | 7 juni 2024                               | Duitsland – Griekenland                   | 2 – 1                                     | Vriendschappelijk                         | 89'                                       |                                           |
| 8                                         | 14 juni 2024                              | Duitsland – Schotland                     | 5 – 1                                     | EK 2024                                   |                                           |                                           |

Bijgewerkt op 1 augustus 2024.

## Erelijst
| 2. Bundesliga | 1 | 2014/15 |